# Smiley Smile
Smiley Smile je dvanajsti album ameriške glasbene skupine The Beach Boys. Izšel je leta 1967 pri založbi Capitol Records.

## Seznam skladb
1. "Heroes and Villains" - 3:37
2. "Vegetables" - 2:07
3. "Fall Breaks and Back to Winter (W. Woodpecker Symphony)" - 2:15
4. "She's Goin' Bald" - 2:15
5. "Little Pad" - 2:30
6. "Good Vibrations" - 3:37
7. "With Me Tonight" - 2:17
8. "Wind Chimes" - 2:36
9. "Gettin' Hungry" - 2:27
10. "Wonderful" - 2:21
11. "Whistle In" - 1:04